# حكيم الزواري
حكيم الزواري (28 مارس 1988-) لاعب كرة طائرة تونسي من صفاقس. يبلغ طوله 1.97 مترًا ويلعب في الوسط.
شارك في الألعاب الأولمبية الصيفية 2012 مع المنتخب التونسي.

## الجوائز

### الفريق الوطني

#### الألعاب الأولمبية
- المرتبة 11 في الألعاب الأولمبية الصيفية 2012 ( المملكة المتحدة).

#### ألعاب البحر الأبيض المتوسط
- الميدالية الفضية في دورة ألعاب البحر الأبيض المتوسط 2013 ( تركيا).

### أخرى
- الفائز بكأس الرئيس نور سلطان نزارباييف في سن 2012 ( كازاخستان).

### النوادي
- بطولة العالم للأندية البطلة
  - المرتبة الخامسة في عام 2013 ( البرازيل)
- البطولة الإفريقية للأندية البطلة
  -  الفائز في عام 2013 ( ليبيا)
- البطولة العربية للأندية البطلة
  -  الفائز في عام 2013 ( لبنان)
- بطولة تونس
  -  الفائز في عام 2013
- كأس تونس
  -  الفائز في عامي 2012 و2013

### أخرى
- الفائز في بطولة بني ياس الدولية عامي 2011 و 2012 ( الإمارات العربية المتحدة)

## الجوائز والأوسمة
- أفضل تدخل في البطولة العربية للأندية البطلة 2013 [4]
- ثاني أفضل تدخل في بطولة العالم للأندية 2013 [5]

## رابط خارجي
- حكيم الزواري على موقع عالم الكرة الطائرة (الإنجليزية)
- حكيم الزواري على موقع أوليمبيديا (الإنجليزية)